# 何增科
何增科（1965年—） 男，生于中国河南灵宝，政治学博士，研究员，博士后导师。中央编译局当代马克思主义研究所所长。 清华大学廉政研究室兼职研究员，吉林大学、中国政法大学、西南政法大学、河南师范大学等多所大学兼职教授。中央马克思主义基本理论研究与建设工程子课题首席专家；中国反腐问题研究专家。

## 早年经历
1981年-1991年先后在河南师范大学（学士）、吉林大学（硕士）、北京大学政府管理学院（博士）攻读学位。1991年博士毕业后，在北京市昌平县长陵乡政府社会实践1年。后进入中央编译局当代所工作至今，历任副处长、处长、副所长、所长。期间，曾在英国布拉福德大学和诺丁汉大学进行留学进修，参与过英国牛津大学和美国杜克大学的短期培训。

## 研究领域
专业领域为政治学，研究方向为当代中国政治，重点为腐败和反腐败、公民社会和第三部门、地方治理与政府创新、社会建设与社会管理等 

## 反腐论点
- 政府对经济的管制与腐败程度成正比
- 行政性垄断程度与腐败程度成正比
- 权力受监督与制约程度与腐败程度成反比
- 新闻调查性报道程度与腐败程度成反比
- 公众参与公共决策的深度、广度与腐败程度成反比
- 官员履行公职中利益冲突的程度与腐败程度成正比
- 国际合作反腐败程度与腐败程度成反比

## 学术成果
曾承担国家级与省部级课题30余个，发表论文百余篇，近年代表作有《近年来我国政治权力研究综述》、《经济发展、体制转轨和腐败》、《探寻中国转型期政治腐败的成因及其治理》、《透视战后日本的腐败和反腐败》、《中国转型期腐败和反腐败问题研究》、《从治理改革入手提高反腐成效》、《根据腐败多发规律提高制度预防质量》、《廉政文化与社会主义核心价值体系》、《基于H市诊断性调查的反腐败建议》、《治理改革与反腐败——展望2009年反腐败》、《腐败与治理状况的测量、评估、诊断和预警初探》、《依靠制度建设遏制商业贿赂》等。